# Hanfmuseum
Das Hanfmuseum Berlin (Eigenschreibweise: Hanf Museum) wurde zum 6. Dezember 1994 im Berliner Nikolaiviertel eröffnet. Als einziges Museum in Deutschland beherbergt es eine Dauerausstellung über die Hanfpflanze. Das Museum fördert auch aktiv den Kinder- und Jugendschutz und bietet dafür individuell abgestimmte Rundgänge mit Betreuungspersonal durch die Ausstellung. Es dient den Organisatoren der Hanfparade als Treffpunkt. Das Hanfmuseum nimmt regelmäßig an der Langen Nacht der Museen, den Berliner Märchentagen sowie der im Nikolaiviertel stattfindenden Historale teil. 2017 nahm das Hanfmuseum als selbstorganisierte Veranstaltung am Kirchentag in Berlin teil zum Thema Drogenkrieg mit Sprechern von Betroffenen aus Südamerika, darunter Reverend Martin Diaz aus El Salvador.

## Ausstellung

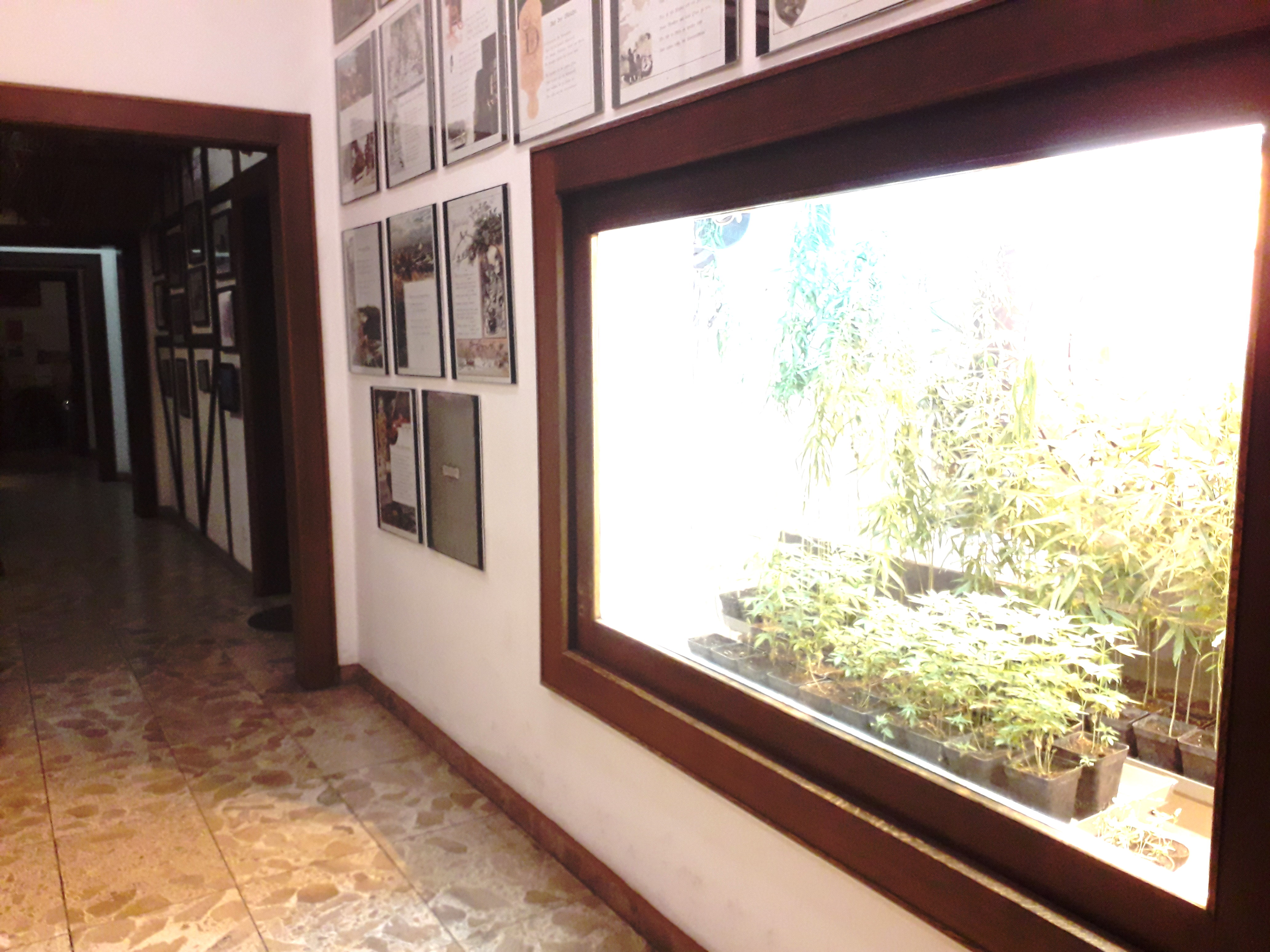
Pflanzenvitrine mit Hanf im Museum

Die Ausstellung erstreckt sich auf rund 250 m² und stellt alles rund um die Kulturpflanze dar. Beginnend mit der allgemeinen Vorstellung wird neben dem Wachstum und dem Anbau die Ernte und die Verarbeitung von Hanf aus historischer Sicht beschrieben. Weiterhin werden die zahlreichen Nutzungsmöglichkeiten vorgestellt und Konsumprodukte präsentiert. Die Bedeutung des Hanfs für verschiedene Kulturen der Welt und eben auch als Droge wird beleuchtet. Exemplarisch für Berliner Drogenkonsumenten steht Wolfgang Neuss, der Vielen nicht nur als Kabarettist, sondern auch als Freigeist, bissiger Querdenker und überzeugter Nutzer von Cannabis als Rauschmittel bekannt war. Sonderausstellungen, wie zum Beispiel zum Cannabis als Medizin-Gesetz vom 19. Februar 2017, ergänzen den aktuellen Stand.
Die Ausstellung dokumentiert ebenfalls die Prohibitionsgeschichte des THC-haltigen Hanfs.
Im Keller können ausgewählte Künstler ihre Werke präsentieren. Dort ist Gelegenheit zum Verweilen, Filme ansehen und miteinander ins Gespräch kommen.

## Publikationen
Der Verein verlegt seine eigenen Publikationen. 1994 erschien als erste Schrift die Vereinszeitschrift Hanf Forum. Zum 20. Jahrestag des Bestehens des Hanfmuseums am 6. Dezember 2014 erschien eine Chronik als Festschrift.

## Forschung
Das Hanfmuseum betreibt Forschung und publiziert diese. Eine wissenschaftliche Diskussion fand zum Beispiel zum Germania-Gemälde von 1848 statt.
Im Jahr 2009 hat das Hanfmuseum zusammen mit Partnern ein Labyrinth im Hanffeld in Berlin ausgeführt, das öffentlich und u. a. durch Schulklassen besucht wurde.
2015 wurde eine Kooperation zur Verbesserung der Hanfernte beschlossen. Ziel ist es, nicht nur Hanffasern oder Hanfsamen zu ernten, sondern beide Produkte von einem Feld. Die bisherigen Entwicklungen der Erntetechniken konnten dies nicht erreichen. Das Projekt ist erfolgreich durchgeführt worden.
In Kooperation mit dem Museumsdorf Düppel wurde 2018 ein Hanffeld nach historischem Vorbild angelegt. Die Archäologen im Museumsdorf konnten nachweisen, dass auch dort vor langen Zeiten Hanf angebaut worden ist. Dieses historische Vorbild diente nun für einen mittelalterlichen Anbau sowie die Verarbeitung von Hanf, wozu Informationstafeln ausgearbeitet und präsentiert wurden.
Das Hanfmuseum stellt auch Räumlichkeiten zur Präsentation von Forschungsergebnissen, wie die im Studiengang Industrial Design der Hochschule für Technik und Wirtschaft Berlin. Es wurde im Wintersemester 2020–2021 ein Nutzhanf Entwurfsprojekt mit dem Titel Hemp inspired vorgestellt, bei der Studenten ihre Produktentwicklungen zeigten.

## Galerie

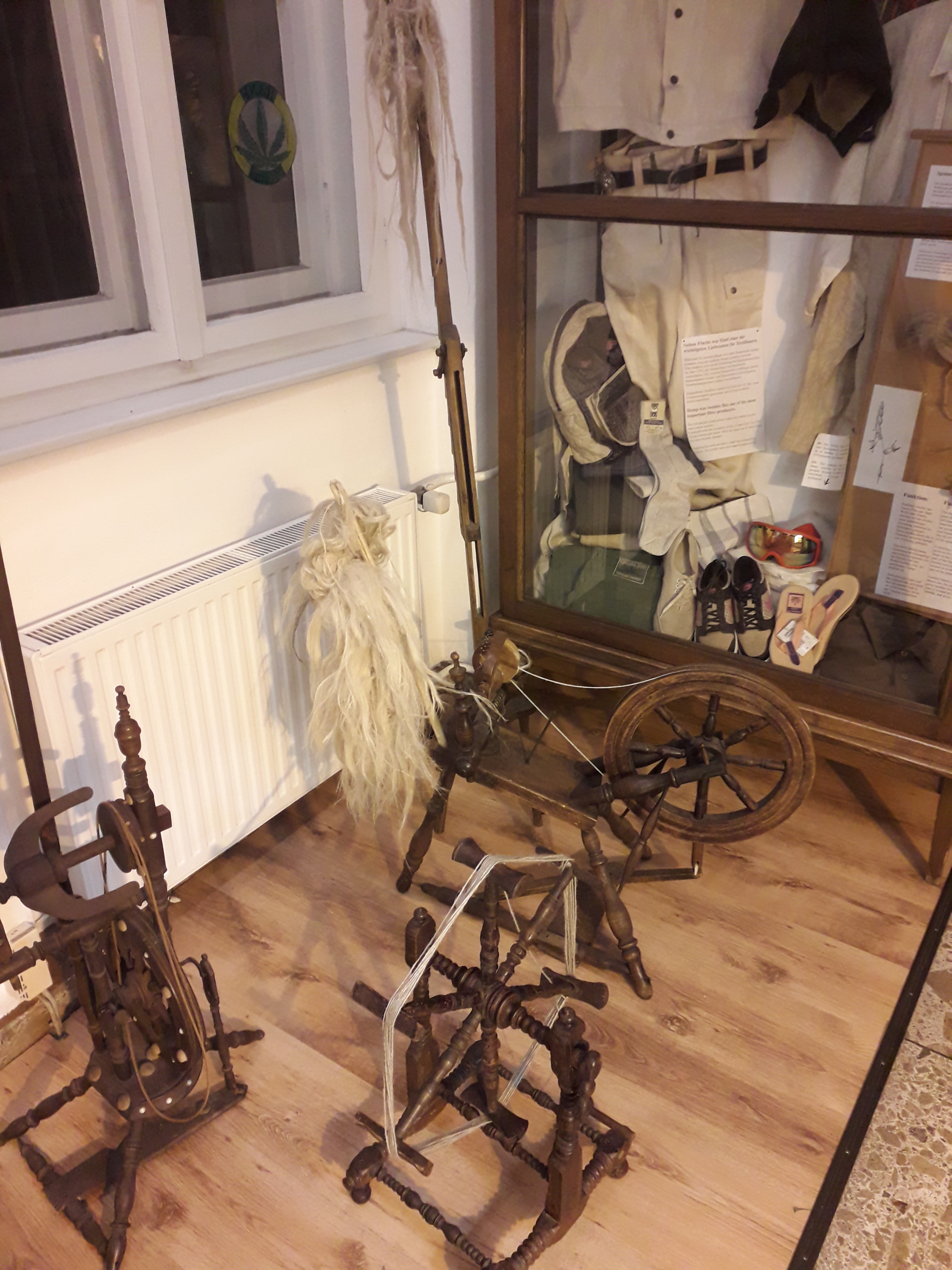
Themenbereich Alte Berufe, Seilerei, Spinnen und Weben, Textilien
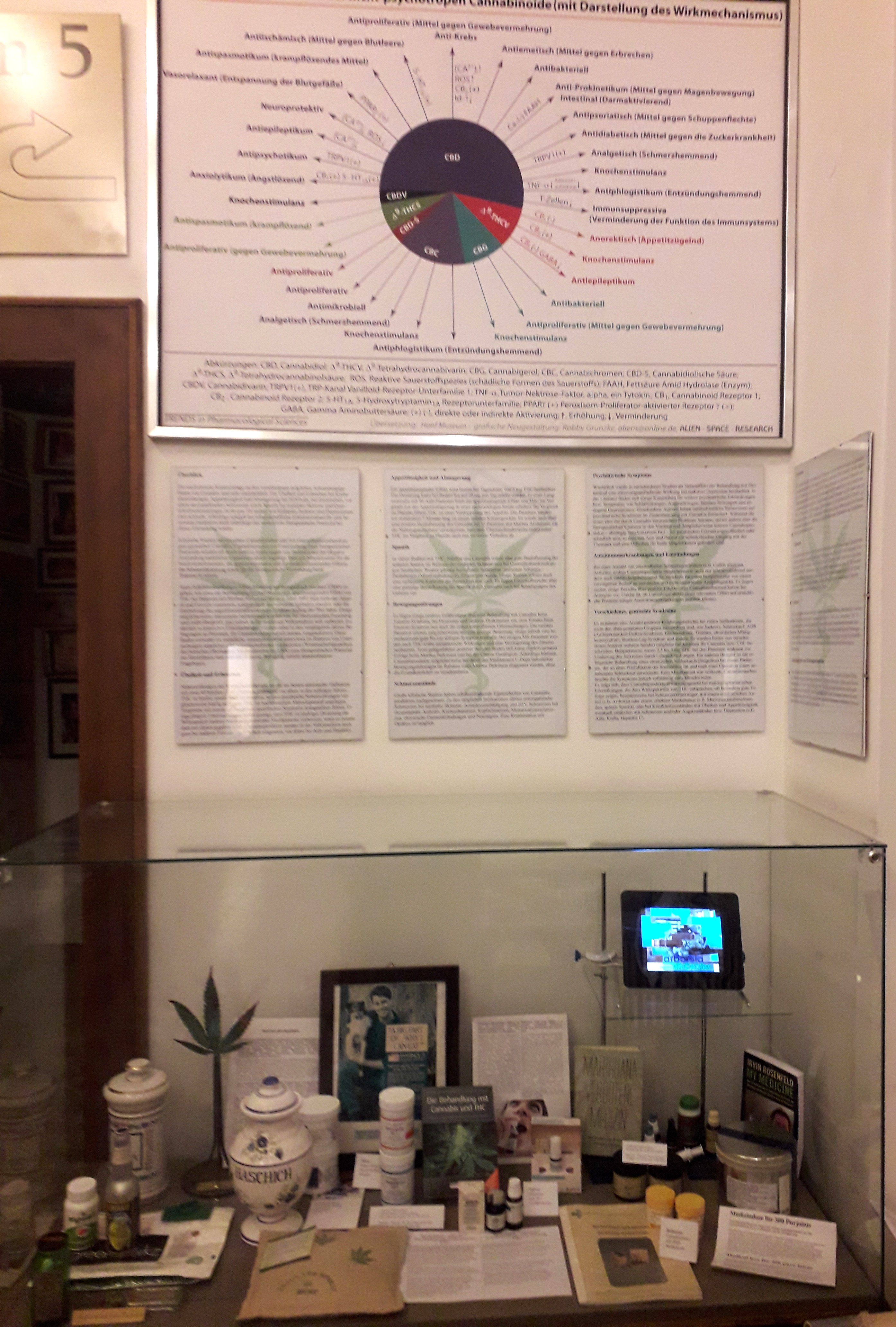
Themenbereich Cannabis in der Medizin
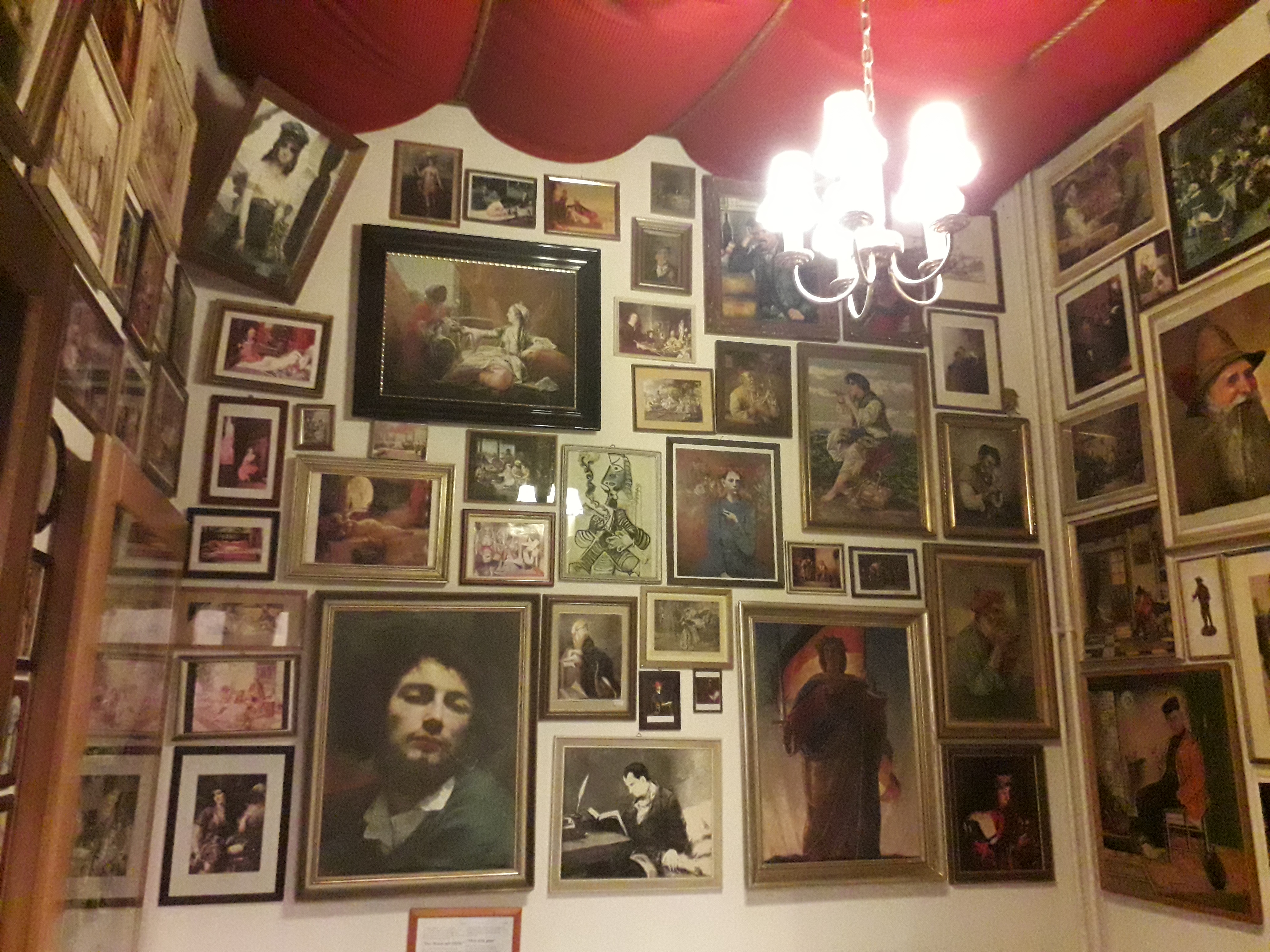
Raum für Kunstgeschichte, Orientalistik
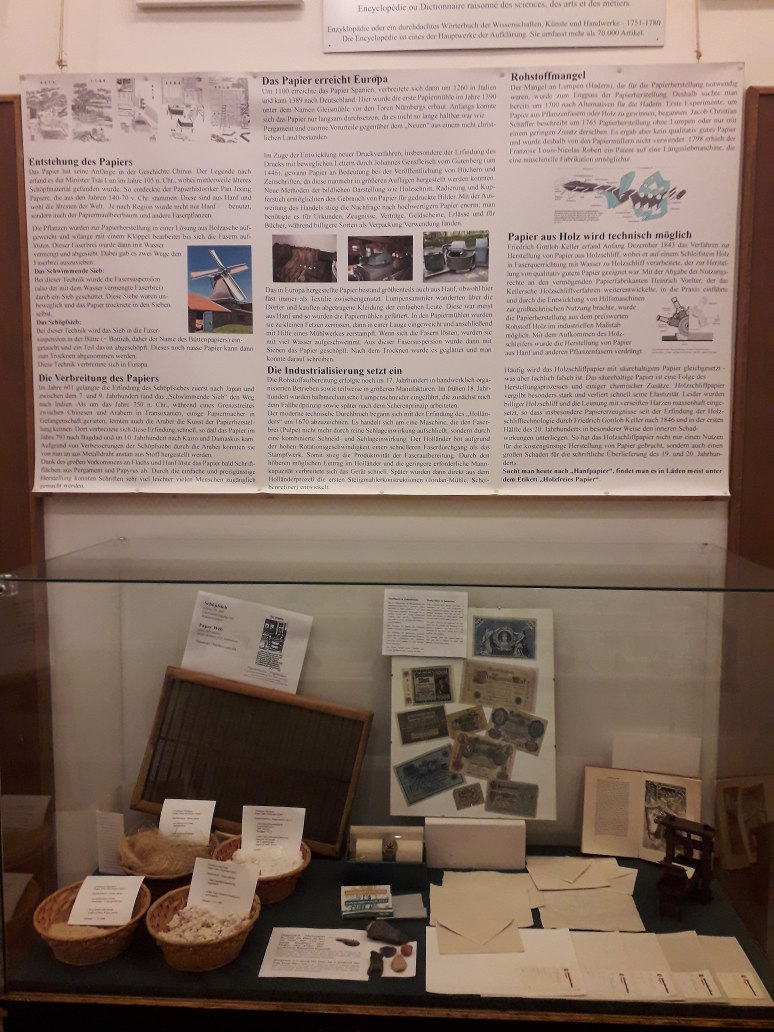
Themenbereich Papier aus Hanf
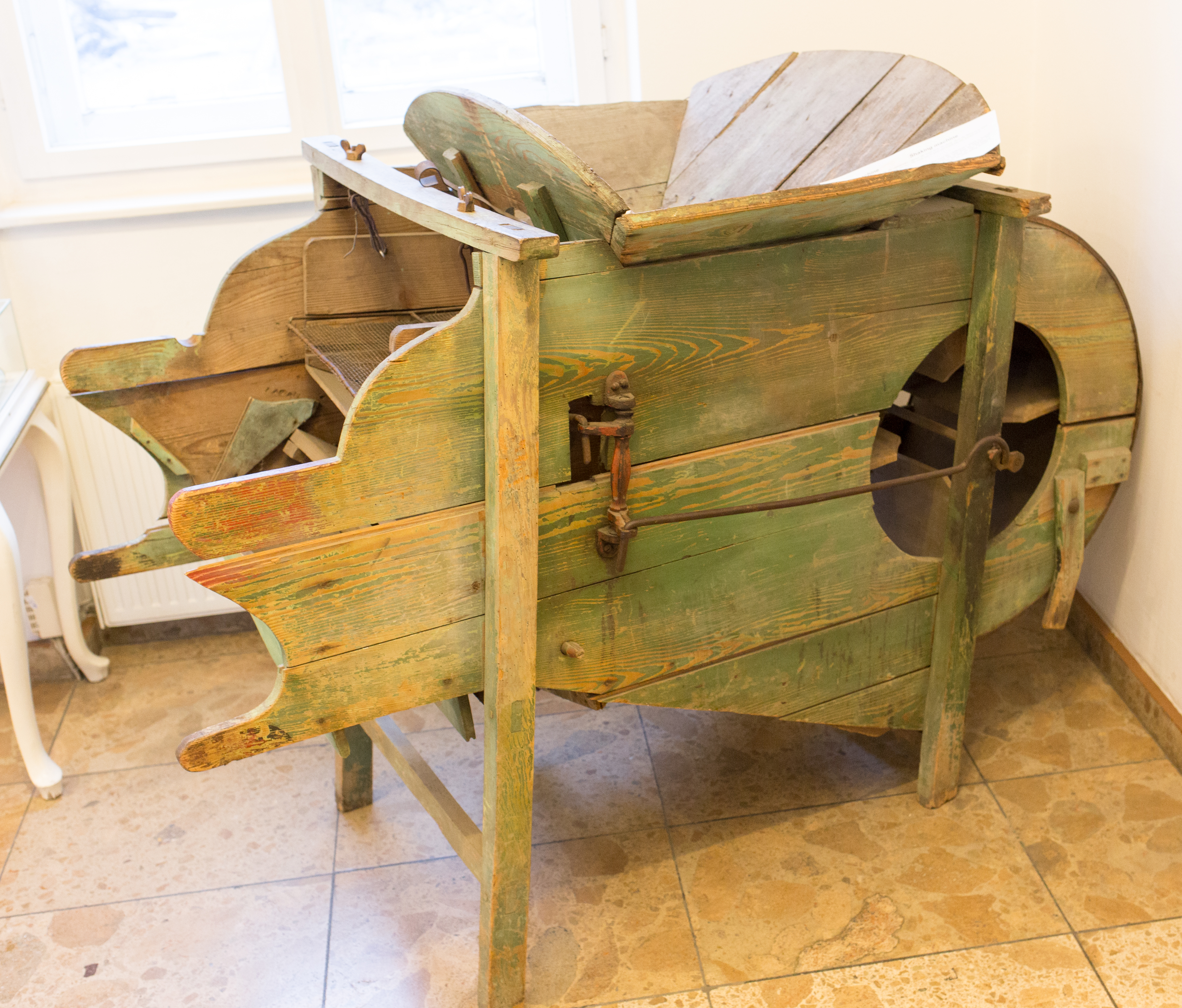
Schüttelmaschine